# Скотт Фуско
Скотт Фуско (англ. Scott Fusco, нар. 21 січня 1963, Берлінгтон) — колишній американський хокеїст, що грав на позиції центрального нападника. Грав за збірну команду США. Згодом асистент головного тренера національної збірної Ірландії.

## Ігрова кар'єра
Хокейну кар'єру розпочав 1981 року в університетській команді Гарварда.
1982 року був обраний на драфті НХЛ під 211-м загальним номером командою «Нью-Джерсі Девілс», проте у північноамериканських професійних клубах так й не грав. Усю короткочасну професійну клубну ігрову кар'єру провів у Швейцарії, захищаючи кольори команди «Ольтен».
Був гравцем молодіжної збірної США, у складі якої брав участь у 6 іграх. Виступав за національну збірну США, провів 12 ігор в її складі.

## Статистика

### Клубні виступи
| Сезон      | Клуб                     | Ліга       | Регулярний сезон | Регулярний сезон | Регулярний сезон | Регулярний сезон | Регулярний сезон | Плей-оф | Плей-оф | Плей-оф | Плей-оф | Плей-оф |
| Сезон      | Клуб                     | Ліга       | І                | Г                | П                | О                | ШХ               | І       | Г       | П       | О       | ШХ      |
| ---------- | ------------------------ | ---------- | ---------------- | ---------------- | ---------------- | ---------------- | ---------------- | ------- | ------- | ------- | ------- | ------- |
| 1981–82    | Гарвардський університет | ECAC       | 28               | 16               | 20               | 36               | 20               | —       | —       | —       | —       | —       |
| 1982–83    | Гарвардський університет | ECAC       | 32               | 33               | 22               | 55               | 22               | —       | —       | —       | —       | —       |
| 1983–84    | США                      | ТМ         | 65               | 22               | 31               | 53               | 59               | —       | —       | —       | —       | —       |
| 1984–85    | Гарвардський університет | ECAC       | 32               | 34               | 47               | 81               | 24               | —       | —       | —       | —       | —       |
| 1985–86    | Гарвардський університет | ECAC       | 31               | 24               | 44               | 68               | 37               | —       | —       | —       | —       | —       |
| 1986–87    | «Ольтен»                 | НЛА        | 30               | 27               | 17               | 44               | 25               | —       | —       | —       | —       | —       |
| ECAC разом | ECAC разом               | ECAC разом | 123              | 107              | 133              | 240              | 103              | —       | —       | —       | —       | —       |
| НЛА разом  | НЛА разом                | НЛА разом  | 30               | 27               | 17               | 44               | 25               | —       | —       | —       | —       | —       |

### Збірна
| Рік                | Команда            | Турнір             | І  | Г | П | О  | ШХ |
| ------------------ | ------------------ | ------------------ | -- | - | - | -- | -- |
| 1982               | США                | МЧС                | 6  | 5 | 4 | 9  | 0  |
| 1984               | США                | ОІ                 | 6  | 1 | 3 | 4  | 4  |
| 1988               | США                | ОІ                 | 6  | 4 | 3 | 7  | 4  |
| Молодіжна збірна   | Молодіжна збірна   | Молодіжна збірна   | 6  | 5 | 4 | 9  | 0  |
| Національна збірна | Національна збірна | Національна збірна | 12 | 5 | 6 | 11 | 8  |